# Kristin Chenoweth
Kristin Dawn Chenoweth (Broken Arrow, 24 de julho de 1968) é uma atriz e cantora americana.

## Biografia
Kristin obteve seu diploma de bacharel em teatro musical e seu mestrado em ópera na Oklahoma City University, tendo executado diversas apresentações como soprano lírico-coloratura. Kristin cantou em um concurso em Opryland e recebeu o prêmio de "most talented up-and-coming singer" pelo Metropolitan Opera National Council, o que resultou numa bolsa de estudos para a Philadelphia's Academy of Vocal Arts. Entretanto, nesse meio tempo, Kristin audicionou para um musical Off-Broadway e ganhou o papel. Decidiu então esquecer sua bolsa de estudos para construir uma carreira na Broadway.
Sua estréia na Broadway foi em 1997, no musical Steel Pier; porém, Kristin é mais conhecida pela sua atuação como Sally em You're a Good Man Charlie Brown, 1999, (que lhe deu um Tony) e como Glinda, no musical Wicked. Em 2001, gravou seu primeiro álbum solo com a Sony, chamado Let Yourself Go. Além disso fez diversas participações na televisão (como, por exemplo, na série The West Wing) e no cinema, atuando ao lado de Nicole Kidman em Bewitched e também no longa The Pink Panther.
Seu primeiro palco foi na igreja batista na qual foi criada, e foi lá que Kristin descobriu seu amor pelo canto. A primeira canção que apresentou em público (na igreja) foi "I'm Four Foot Eleven and I'm Going to Heaven". Graças a isso, apesar de todo o seu sucesso, Kristin nunca deixou de ser a talentosa menininha da igreja de Oklahoma e tenta levar seu trabalho juntamente com sua fé cristã.
Durante a primavera de 2004, enquanto interpretava Glinda em Wicked e ensaiava The Pink Panther, Kristin realizou um antigo sonho cantando o papel de Cunegunda, de Candide, com a Orquestra Filarmônica de Nova Iorque. (A famosa ária "Glitter and be Gay" se tornou desde então um marco no repertório da atriz; esse concerto cênico pode ser encontrado em DVD). Porém, durante uma performance de Wicked, em uma das cenas em que Glinda arrumava o cabelo, o arame da fantasia machucou seu pescoço, e ela tomou o remédio Vicodin, causando depois hilárias gafes durante as músicas.
Em 2008, realizou o papel da personagem Olive Snook na série de televisão americana Pushing Daisies ao lado de Lee Pace e Anna Friel durante a primeira e segunda temporada. O papel acabou lhe faturando o Prêmio de Melhor Atriz coadjuvante em Série de Comédia na Premiação Primetime do Emmy 2009.
Kristin também estrelou o longa Deck the Halls, ao lado de Danny DeVito e Matthew Broderick, e se prepara para estrear sua primeira participação em um desenho animado, como Rosetta no filme da Disney Tinker Bell e está também no elenco de Rapunzel, também da Disney.
Em 2009 ela participou do seriado Glee como April Rhodes no 5º e no 16º episódio da primeira temporada. Ela é uma ex-aluna e a inspiração do professor Will Schuester (Matthew Morrison) ter entrado no Glee Club. Ela interpreta as músicas Alone (Heart) e Last Name (Carrie Underwood) e Maybe This Time (Liza Minnelli). Sua participação lhe rendeu um Satellite Awards de melhor atriz convidada. E retorna agora para o 16º episódio da primeira temporada com as músicas Fire (Bruce Springsteen), One Less Bell To Answer/A House Is Not A Home e Home (The Wiz).

### Filmografia
| Filmes     | Filmes                                    | Filmes                               | Filmes                                             |
| Ano        | Filme                                     | Papel                                | Notas                                              |
| ---------- | ----------------------------------------- | ------------------------------------ | -------------------------------------------------- |
| 1999       | Annie                                     | Lily St. Regis                       | Filme TV                                           |
| 2001       | Seven Roses                               |                                      | Filme TV                                           |
| 2002       | Topa Topa Bluffs                          | Patty                                | [ 1 ]                                              |
| 2003       | The Music Man                             | Marian Paroo                         | Filme TV                                           |
| 2005       | A feiticeira                              | Maria Kelly                          |                                                    |
| 2006       | A Pantera Cor-de-Rosa (2006)              | Cherie                               |                                                    |
| 2006       | RV                                        | Mary Jo Gornicke                     |                                                    |
| 2006       | Mais Estranho que a Ficção                | Book Channel host                    |                                                    |
| 2006       | Correndo com Tesouras                     | Fern Stewart                         |                                                    |
| 2006       | Um Natal Brilhante                        | Tia Hall                             |                                                    |
| 2006       | A Sesame Street Christmas Carol           | Christmas Carole                     | Voz                                                |
| 2008       | Space Chimps - Micos no espaço            | Kilowatt                             | Voz                                                |
| 2008       | Tinker Bell                               | Rosetta                              | Voz                                                |
| 2008       | Surpresas do Amor                         | Courtney                             |                                                    |
| 2009       | Into Temptation                           | Linda Salerno                        |                                                    |
| 2009       | Tinker Bell e o Tesouro Perdido           | Rosetta                              | Voz                                                |
| 2009       | 12 Men of Christmas                       | E.J. Baxter                          | Filme TV                                           |
| 2010       | Tinker Bell e o Resgate da Fadas          | Rosetta                              | voz                                                |
| 2010       | You Again                                 | Georgia King                         |                                                    |
| 2013       | Final de semana em família                | Samantha Smith-Dungy                 |                                                    |
| 2014       | Rio 2                                     | Gabi                                 | voz                                                |
| 2014       | The Opposite Sex                          | Mrs. Kemp                            |                                                    |
| 2015       | O Garoto da Casa ao Lado                  | Vicky Lansing                        |                                                    |
| 2015       | Magia Estranha                            | Sugar Plum Fairy                     | voz                                                |
| 2015       | Hard Sell                                 | Lorna Buchanan                       |                                                    |
| 2015       | Descendentes                              | Malévola                             | Filme TV                                           |
| 2015       | Micah the Asshole Ghost                   | Josephine                            | Filme TV                                           |
| 2017       | My Little Pony: O Filme                   | Princesa Skystar                     | voz                                                |
| 2020       | The Witches                               | voz de Daisy                         |                                                    |
| 2020       | Holidate                                  | Tia Susan                            |                                                    |
| Televisão  |                                           |                                      |                                                    |
| Ano        | Título                                    | Papel                                | Notas                                              |
| 1999       | LateLine                                  | Kristin                              | Episódio : "The Christian Guy"                     |
| 1999       | Paramour                                  |                                      | Mini-série                                         |
| 2001       | Kristin                                   | Kristin Yancey                       | 13 Episódios                                       |
| 2001       | Frasier                                   | Portia Sanders                       | Frasier Temporada 9, episode 10, "Junior Agent"    |
| 2002       | Baby Bob                                  | Crystal Carter                       | Episódio: "Talking Babies Say the Darndest Things" |
| 2003       | Fillmore!                                 | Museum Guide                         | Voz, "Episódio: 13"                                |
| 2005       | Great Performances                        | Cunegonde                            |                                                    |
| 2004-2006  | Nos Bastidores do Poder                   | Annabeth Schott                      | 34 episódios,personagem principal                  |
| 2003, 2006 | Vila Sésamo                               | Ms. Noodle                           | 2 episódos                                         |
| 2001, 2007 | Elmo's World                              | Ms. Noodle                           | 2 episódos                                         |
| 2007       | Ugly Betty                                | Diane                                | "Episódio:East Side Story "                        |
| 2007       | Frango Robô                               | varios personagens, voz              |                                                    |
| 2007-2009  | Pushing Daisies                           | Olive Snook                          | 22 episódios, personagem principal                 |
| 2009       | Sit Down, Shut Up                         | Miracle Grohe                        | Voz, 11 episódios, personagem principal            |
| 2009       | Legally Mad                               | Skippy Pylon                         | 1° episódio, nunca transmitido televisionalmente   |
| 2009-2011  | Glee                                      | April Rhodes                         | 4 episódios                                        |
| 2010       | American Idol                             | Ela mesmo (Jurada, Americanl Idol 9) | "Audição de Orlando"                               |
| 2010       | The Apprentice'                           | Ela mesmo                            | Temporada 10 Episódio 7                            |
| 2010       | When I Was 17                             | Ela mesmo                            | Temporada 1 Episódio 20                            |
| 2011       | So You Think You Can Dance (8ª Temporada) | Ela mesmo (Jurada 3)                 | Temporada 8 Top 16                                 |
| 2012       | Good Christian Belles                     | Carlene Cockburn                     | Personagem principal                               |
| 2014       | Glee                                      | April Rhodes                         | 2 episódios                                        |
| 2014       | Kirstie                                   | Brittany Gold                        | 2 episódios                                        |
| 2014-2016  | BoJack Horseman                           | Vanessa Gekko                        | voz; 3 episódios                                   |
| 2015       | American Dad!                             | Devin                                | voz; episódio LGBSteve.                            |
| 2015       | 69th Tony Awards                          | Anfitriã                             | participação especial como anfitriã no evento.     |
| 2015       | The Muppets                               | Ela mesma                            | episódio The Ex-Factor                             |
| 2016       | Hairspray Live!                           | Velma Vons Tussle                    | participação especial                              |
| 2017       | American Gods                             | Ostara                               | episódio Come to Jesus                             |
| 2017       | Younger                                   | Marylynne Keller                     | episódio 4.1                                       |

### Broadway
1. Steel Pier (1997)
2. You're a Good Man, Charlie Brown(1999)
3. Epic Proportions(1999)
4. Wicked(2003-2004)
5. The Apple Tree(2006-2007)
6. Promises, Promises(2010-2011

### Teatro
1. The Fantasticks(1994)
2. Box Office of the Damned(1994)
3. Scapin(1997)
4. A New Brain(1998)

## Carreira musical
- 2001: Let Yourself Go
- 2004: As I Am
- 2008: A Lovely Way to Spend Christmas
- 2009–2011: Glee (2 episódios na 1.ª temporada e 1 episódio na 2.ª temporada)
- 2014 : Glee (2 episódios na 5.ª temporada)